# マリンクラブ・シースタイル

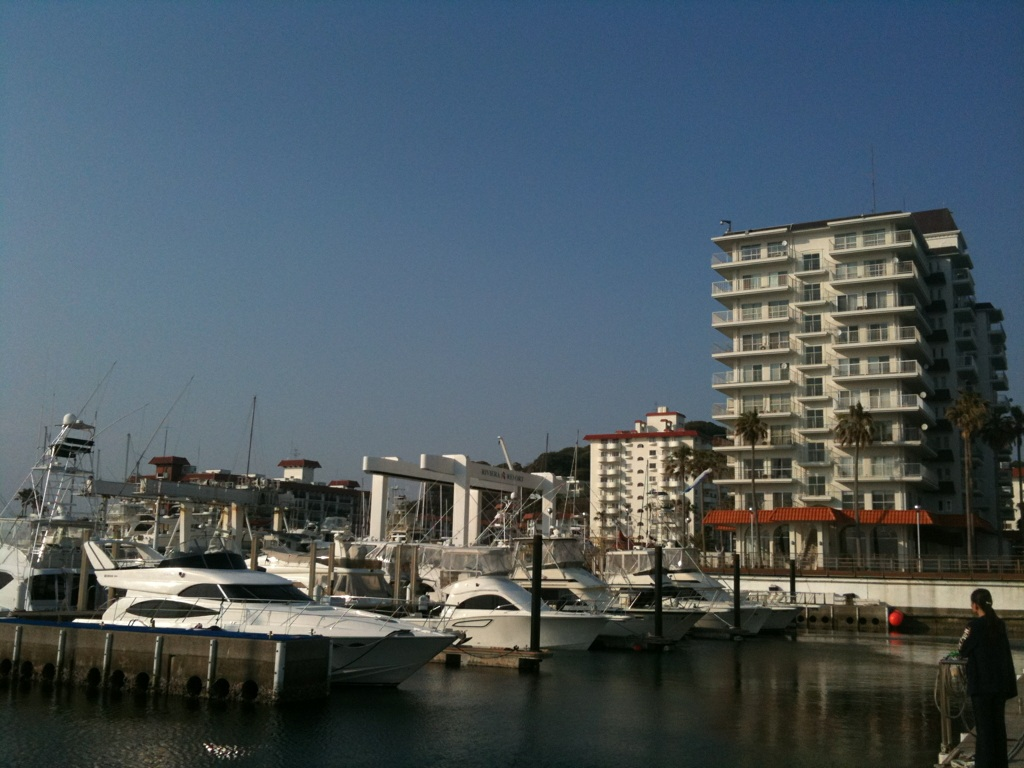
マリンクラブ・シースタイルのホームマリーナの1つである逗子マリーナ

マリンクラブ・シースタイルは、ヤマハ発動機が日本各地で展開しているモーターボート及びクルーザーのレンタルを中心とした会員制マリンクラブ。

## 概要
ヤマハ発動機がボート及びクルーザーのレンタルを中心に行っている会員制マリンクラブで、北海道から沖縄県まで全国約140箇所にあるホームマリーナで展開している。一部のマリーナでは水上オートバイ（マリンジェット）のレンタルも行っている。基本的には小型船舶免許取得者を対象にしているが、小型船舶免許を取得していない個人向けの「シースタイルLight」もある。
ヤマハ発動機が主催している小型船舶免許講習会で免許を取得し、同時に入会した場合に入会金が減免されるサービスがあるほか、各マリーナで操船やクルージング、フィッシングの講習なども行っている。

## 会員種類

### シースタイル個人会員
基本となる会員資格で、入会金（22,000円）と月会費（3,300円）を支払うことで、ホームマリーナにおいて「ラクシア」や「FR-23アクティブセダン」、「YF-23EX」などのヤマハ製のボート及びクルーザーを1日、もしくは半日単位でレンタルすることが出来る（レンタル出来るボート及びクルーザーの種類は、ホームマリーナにより異なる）。
なお、レンタル料金はボート及びクルーザーによって違うが、全てのホームマリーナで統一されている。全艇にGPSが装備されている上、各種保険にも加入している。またレンタル料金には人数分の救命胴衣も含まれている。

### シースタイル法人会員
申込み企業や団体等の役員、従業員及び構成員を対象に1口最大6人まで入会でき、最大何口でも申込み出来る。入会金及び月会費は個人会員と異なるが、レンタル料金は個人会員と同じである。

### シースタイル・マスター
2009年3月12日に、30フィートのサロンクルーザー「SC-30」を利用することができる「シースタイル・マスター」を導入し、募集を開始した。なお、入会金及び月会費は「シースタイル」とは異なる。

### シースタイルLight
小型船舶免許を取得していない個人向け。全国約40ヶ所のマリーナにて、小型船舶免許を保有している船長の操縦の元にマリンレジャーを楽しむことができる。